# 가변 전투기 (마크로스 시리즈)
가변 전투기(영어: Variable Fighter, VF, 일본어: 可変戦闘機)는 TV 애니메이션 《초시공요새 마크로스》를 비롯한 《마크로스 시리즈》 작품에 등장하는 가공의 병기이다. 기본 전투기 형태의 "파이터 모드", 파이터 모드에서 손발을 전개한 중간 형태인 "거워크 모드", 인간형 로봇 형태인 "배틀로이드 모드"의 3단 변형 기구를 가지고 있는 기동병기군(群)을 지칭한다.
초대 양산기인 "VF-1 발키리"를 필두로 시리즈 작품 내외에서 "발키리"로 총칭하는 경우가 많은데, 본 문서에서는 VF-1 발키리와 구별하기 위해 "가변 전투기"라는 용어를 사용한다. 개별 기종에 대해서는 "형식번호+애칭"의 형태로 표기한다.

## 같이 보기
- 초시공요새 마크로스